# Exosporium
Exosporium, egzosporium – w biologii jedna z warstw ściany komórkowej:
- u roślin – zewnętrzna warstwa ściany komórkowej zarodników mszaków, paprotników i mikrospory u roślin nasiennych. Nosi nazwę egzyny[1];
- u grzybów – jedna z warstw ściany zarodników (przez niektórych mykologów opisywana pod nazwą epitunika). W badaniach mikroskopem elektronowym wyróżniono pięć warstw w ścianie zarodników: ektosporium, perisporium, exosporium, episporium i endosporium. Exosporium wraz z episporium bierze udział w tworzeniu ornamentacji na ścianach niektórych zarodników. Mimo że warstwy te nie są od siebie optycznie odgraniczone, mają jednak inną strukturę[2];
- u bakterii – najbardziej zewnętrzna warstwa przetrwalnika (endospory), luźno związana i znajdująca się na zewnątrz otoczki endospory. Zwykle składa się z białka, węglowodanów i być może lipidów[3].